# Marek Havlík
Marek Havlík, né le 8 juillet 1995 à Lubná en Tchéquie, est un footballeur international tchèque qui évolue actuellement au poste de milieu central au FC Slovácko.

## Biographie

### FC Slovácko
Marek Havlík commence le football au SK Hanácká Slavia Kroměříž (en) avant de rejoindre le FC Slovácko.
Marek Havlík fait ses débuts professionnels lors d'une rencontre de championnat le 26 mai 2013, contre le FC Baník Ostrava. Son équipe remporte le match sur le score de deux buts à zéro. Il inscrit son premier but en professionnel contre ce même adversaire le 4 octobre 2014 mais cette fois le FC Slovácko s'incline par deux buts à un.
Lors de la saison 2017-2018, il est l'auteur de deux doublés en championnat, lors de la réception du Baník Ostrava le 12 août 2017 (victoire 5-2 de Slovácko) puis contre Dukla Prague le 21 avril 2018 (victoire 2-0 de Slovácko).
Le 18 mai 2022, il remporte la Coupe de Tchéquie en battant le Sparta Prague. Il est titularisé et son équipe s'impose par trois buts à un. Il remporte ainsi le premier trophée de sa carrière,.
Havlík se fait remarquer le 9 décembre 2023, lors d'une rencontre de championnat face au Bohemians 1905 en réalisant un quadruplé. Titularisé, il ouvre le score après deux minutes de jeu, puis marque trois autres buts en deuxième période, permettant à son équipe de s'imposer ce jour-là sur le score de cinq buts à deux,.

### En sélection nationale
Le 4 septembre 2015, il reçoit sa première sélection avec les espoirs, face à Malte. Ce match gagné 4-1 rentre dans le cadre des éliminatoires de l'Euro espoirs 2017. Marek Havlík se met de suite en évidence en délivrant une passe décisive. Il inscrit son premier but avec les espoirs le 13 octobre de la même année, face au Monténégro (3-3, éliminatoires de l'Euro). Le 5 juin 2017, il marque son deuxième but avec les espoirs, en amical face à l'Azerbaïdjan (large victoire 5-0). Il participe dans la foulée à la phase finale du championnat d'Europe espoirs organisé en Pologne. Lors de cette compétition, il joue deux matchs. Havlík s'illustre en inscrivant un but face à l'Italie. Toutefois, avec un bilan d'une seule victoire et deux défaites, la Tchéquie ne dépasse pas le premier tour du tournoi. Au total, Havlík joue treize matchs avec les espoirs et marque trois buts entre 2015 et 2017.
Le 7 septembre 2020, Marek Havlík honore sa première sélection avec l'équipe nationale de Tchéquie contre l'Écosse. Il est titulaire lors de cette rencontre de Ligue des nations et se voit remplacé à la 81e minute par Antonín Růsek. Les Tchèques s'inclinent sur le score de deux buts à un ce jour-là.

### Statistiques
| Saison                | Club                  | Championnat           | Championnat | Championnat | Coupe(s) nationale(s) | Coupe(s) nationale(s) | Total | Total |
| Saison                | Club                  | Division              | M.          | B.          | M.                    | B.                    | M.    | B.    |
| 2012-2013             | FC Slovácko           | D1                    | 1           | 0           | -                     | -                     | 1     | 0     |
| 2013-2014             | FC Slovácko           | D1                    | 20          | 0           | 3                     | 0                     | 23    | 0     |
| 2014-2015             | FC Slovácko           | D1                    | 24          | 1           | 6                     | 0                     | 30    | 1     |
| 2015-2016             | FC Slovácko           | D1                    | 30          | 4           | 1                     | 0                     | 31    | 4     |
| 2016-2017             | FC Slovácko           | D1                    | 29          | 4           | 2                     | 2                     | 31    | 6     |
| 2017-2018             | FC Slovácko           | D1                    | 23          | 4           | 4                     | 0                     | 27    | 4     |
| 2018-2019             | FC Slovácko           | D1                    | 31          | 3           | 2                     | 0                     | 33    | 3     |
| 2019-2020             | FC Slovácko           | D1                    | 32          | 3           | 3                     | 0                     | 35    | 3     |
| 2020-2021             | FC Slovácko           | D1                    | 18          | 0           | 1                     | 1                     | 19    | 1     |
| Total sur la carrière | Total sur la carrière | Total sur la carrière | 208         | 19          | 22                    | 3                     | 230   | 22    |

## Palmarès

### En club
FC Slovácko
- Coupe de Tchéquie (1) :
  - Vainqueur : 2021-22